# Під спекотним небом
«Під спекотним небом» (азерб. «Qızmar günəş altında») — радянська художня кіномелодрама 1957 року, знята на Бакинській кіностудії, є екранізацією однойменної повісті Гасана Сеїдбейлі.

## Сюжет
Фільм-кіноповість розповідає про молодих лікарів, які прибули з міста в село з метою роботи в складних жарких погодних умовах. Приїхавши у відрядження лікарі суворо виконували свій лікарський обов'язок і самовіддано працювали.

## У ролях
- Акпер Фейзуллаєв — Айдин
- Афрасіяб Мамедов — Ельдар
- Агасадих Герабейлі — Сардаров
- Тохва Азімова — Нарміна
- Сурая Гасимова — Гюлпарі
- С. Манафова — Гюльназ
- Земфіра Бадалова — Фатіма
- Лютфі Мамедбейлі — Халіл
- Фаїг Мустафаєв — Джалал
- Мамедрза Шейхзаманов — дядько Амір
- Джаббар Алієв — дядько Мурсал
- Ісмаїл Ефендієв — Надіров
- Агахусейн Джавадов — Пірі огли
- Мінавар Калантарлі — Гюлбахар
- Ф. Пашазаде — Сарія
- Сона Гаджиєва — сільська жінка
- Мамед Садиков — сільський старий
- Барат Шекинська — дружина Сардарова
- Агададаш Курбанов — професор
- Алі Гурбанов — дядько Алі
- Мухліс Дженізаде — водій
- Садик Хусейнов — комсомольський робітник
- Марзія Давудова — епізод
- Гаджимамед Кафказли — селянин
- Малейка Агазаде — сестра Тібба

## Ролі дублювали
- Ісмаїл Ефендієв — Айдин (Акбар Ферзалієв)
- Окума Гурбанова — Нарміна (Тохва Азімова)
- Алескер Алекперов — Надіров (Ісмаїл Ефендієв)

## Знімальна група
- Автор сценарію: Гасан Сеїдбейлі
- Режисер-постановник: Латіф Сафаров
- Оператор-постановник: Аріф Наріманбеков
- Художник-постановник: Джабраїль Азімов
- Режисер: Рашид Атамалібеков
- Композитор: Тофік Кулієв
- Звукооператор: Азіз Шейхов
- Автор тексту пісні: Анвар Алібейлі
- Консультанти: Ш. Гасанов (професор), А. Хашимова і Д. Бабаєв (лікарі)
- Директор фільму: Башир Гулієв
- Оркестр: Азербайджанський державний симфонічний оркестр імені Узеїра Гаджибекова
- Диригент: Тофік Кулієв
- Асистент режисера: Раміз Алієв
- Асистент оператора: Тофік Султанов
- У фільмі співають: Мірза Бабаєв, Шовкет Алекперова